# Коссовский, Александр Иосафатович
Алекса́ндр Иосафа́тович Ко́ссовский (18 (30) января 1886, с. Саблуково, Арзамасский район, Нижегородская область, Российская империя – 29 июня 1965, Люблин, Польша) — российский, советский, польский исследователь истории славянства, истории религии, один из основателей и декан факультета общественных наук (ФОН), первый славист Пермского университета; заместитель декана, декан гуманитарного факультета (1949–1952), ординарный профессор (1947) Люблинского католического университета.
Правитель дел Пермской ученой архивной комиссии, член Общества философских, исторических и социальных наук при Пермском университете, заведующий пермской польской библиотекой, хранитель Государственного архива Люблина, член Научного общества Люблинского католического университета, член Комиссии по истории Польской академии наук.

## Биография
Родился 18 января 1886 года[по какому календарю?] в селе Саблуково Нижегородской области в польской дворянской семье.
В 1906 году поступил и в 1912 году с отличием окончил историко-филологический факультет Петербургского университета, специализировался по истории Польши.
В 1917 г. зачислен в состав приват-доцентов Петроградского университета. В 1918 г. был приглашен в Пермский университет, где был первым профессором-славистом.
17 февраля 1919 г. во время заседания Совета Пермского университета был одним из подписавших приветствие «Верховному правителю, адмиралу Колчаку». В формулярном списке в то время он написал о себе: «Звание — дворянин. Вероисповедание — римско-католическое».
В конце июня 1918 г. в связи с контрнаступлением красных войск в числе других профессоров и преподавателей Пермского университета был эвакуирован в Томск. 4 сентября того же года распоряжением министра народного просвещения правительства Колчака А. И. Коссовский откомандирован в Иркутский университет, где вел занятия по истории славянских народов и Польши. Находясь в эвакуации в Сибири, 1 октября 1919 г. он был избран профессором кафедры всеобщей истории Пермского университета.
После возвращения в середине 1920 г. в Пермь продолжил свою деятельность в университете.
С 4 июля 1920 г. — декан факультета общественных наук (ФОН), в конце 1920, 1921 гг. — секретарь ФОНа.
За время работы в университете читал лекционные курсы по истории славян в средние века и эпоху Реформации, истории Польши, Юго-Западной Руси, истории Западной Европы в новое время, вел семинары по истории гуситства, истории религиозной свободы в Польше в XVI—XVII вв.
28 марта 1924 г. декан педфака Пермского университета П. А. Будрин сообщал в правление университета, что профессор Коссовский «прекратил чтение лекций и ведение практических занятий и выбыл за границу». 1 апреля того же года он был отчислен из Пермского университета.
В апреле 1924 г. уехал в Польшу как оптировавший польское подданство.
С 1926 по 1960 (вплоть до выхода на пенсию) — профессор всеобщей истории Люблинского католического университета.
В 1938 г. получил звание экстраординарного, а в 1947 г. — ординарного профессора Люблинского университета.
В 1949—1952 гг. — заместитель декана, декан гуманитарного факультета Люблинского католического университета, одновременно — хранитель Государственного архива в г. Люблине.
С оккупацией Польши Германией был арестован и вместе с группой профессоров университета находился в качестве заложника в тюрьме в Люблинском замке. После своего освобождения в 1940 г. он вновь вернулся к научной и преподавательской деятельности, продолжил работу в Люблинском архиве.
Умер в Люблине 24 июня 1965 года. Уже находясь на пенсии, он вплоть до своей кончины привлекался к чтению лекций в университете, оказывал помощь местным архивистам.

## Научная деятельность
Еще в студенческие годы определилась и основная тема научных изысканий Коссовского — религиозно-философские воззрения польского мыслителя XVI в. Анджея Фрыч-Моджевского («Религиозно-философские воззрения Анджея Фрыч-Моджевского, польского писателя XVI в.» — его основная научная работа). Позднее в сферу его творческих интересов вошли также историографические проблемы древней и средневековой истории Польши, история религиозных движений в Речи Посполитой, общественные отношения в Сербии XIV в. и ряд других тем. Он опубликовал ряд книг по истории протестантизма на Волыни и в Люблинском воеводстве, провел геральдико-генеалогические исследования о некоторых видных польских деятелях XVII—XVIII вв. В Польше оставил о себе память как о видном архивисте и историке.
Коссовским были написаны также труды «Общественный строй древней Польши в новой польской исторической литературе», «Общественные отношения в Сербии в эпоху Стефана Душана», «Заселение Волыни в XVI в. в связи с развитием фольварков и татарскими опустошениями» и другие научные работы. В России же были опубликованы лишь две статьи А. И. Коссовского: «Молдавия» в «Новом энциклопедическом словаре» и «Определение в научной литературе сущности и исторической роли польского протестантизма» в «Сборнике трудов профессоров и преподавателей Иркутского госуниверситета» (Иркутск, 1921. Вып. 2).
В 1930-е гг. Коссовским были написаны и опубликованы работы о положении униатского и католического духовенства в Польше в XVII—XVIII вв., несколько генеалогических исследований, посвященных отдельным родовитым польским фамилиям (Замойским, Оржеховским). Он участвовал также в работе научных сообществ польских ученых-историков. Самым крупным трудом исследователя, опубликованным в Польше до войны, явилась книга «Протестантизм в Люблине и Люблинском воеводстве в XVI—XVII вв.» (Люблин, 1933), имевшая большое значение в сфере региональных наследований.
С 1939 г. А. И. Коссовский состоял членом Научного общества Люблинского католического университета, выступал на заседаниях общества с докладами по интересующим его темам. В послевоенный период был членом Комиссии по истории Польской академии наук.
В послевоенные годы им были опубликованы ценные архивные документы о жизни польских иноверцев в XVII в., по истории Брестской унии 1596 г. и её влиянии на религиозную жизнь в Польше, а также статьи о Люблине и Люблинском воеводстве в годы войны Речи Посполитой со Швецией в середине XVII столетия. По неполным данным, Коссовским было опубликовано в Польше до 20 работ, в том числе несколько книг.
Своими трудами ученый продолжил традиции российской и польской научных школ в области славяноведения, внесших весомый вклад в европейскую историографию в целом.

## Общественная деятельность в Перми
А. И. Коссовский был членом Пермской губернской ученой архивной комиссии (ПГУАК), в феврале 1919 г. избран правителем дел ПГУАК, состоял также членом Общества исторических, философских и социальных наук (ОФИС) при Пермском университете. На заседаниях ОФИСа выступал с докладами: в июне 1921 г. — «О социальных учениях и этнических воззрениях польских братьев (антитринитариев)»; в феврале 1923 г. — «В. Э. Крусман как историк эпохи Просвещения».
В начале 1920-х гг. преподавал польский язык на вечерних курсах для взрослых, вел занятия по польскому языку на дому, читал полякам лекции по истории Польши. Вплоть до своего отъезда в Польшу (1924) он безвозмездно заведовал Пермской польской библиотекой.

## Разное
- Помимо русского и польского, А. И. Коссовский знал еще десять языков (немецкий, французский, итальянский, греческий, болгарский, сербский и другие).

## Избранные труды (на польском)
- Arianie polscy w Lublinie a sprawa Jana Kokota, mieszczanina lubelskiego, Lublin 1929.
- Protestantyzm w Lublinie i Lubelskiem w XVI—XVII w., Lublin 1933.
- Blaski i cienie unii kościelnej w Polsce w XVII—XVIII w. w świetle źródeł archiwalnych, Lublin 1939.
- Materiały do dziejów Lubienieckich w Lubelskiem w latach 1648—1660, Warszawa 1960.
- Protestantyzm jako przejaw cywilizacyjny, Lublin 1937.
- Przyczynek do dziejów Szkotów w Polsce, Lublin 1953.
- Z dziejów zakonu bazylianów w Zamościu, Zamość 1938.
- Ze studiów nad polemiką religijną XVII w., Lublin 1959.